# Militello in Val di Catania
Militello in Val di Catania je grad u Italiji, na otoku i administrativnoj regiji Sicilija, središte istoimene općine u pokrajini Catania. Militello in Val di Catania se nalazi na visoravni Val di Noto planine Iblea, 35 km jugozapadno od Catania i 160 km jugoistočno od Palerma. Željezničkom prugom je povezana s gradom Gela.
Barokno središte Militello in Val di Catania je zajedno sa sedam drugih baroknih gradova visoravni Val di Noto, koji su obnovljeni nakon potresa 1693. godine, 2002. godine upisano na UNESCO-ov popis mjesta svjetske baštine u Europi kao primjer "vrhunca i završnog procvata baroka u Europi".

## Povijest
Iako postoje legende da su ga osnovali Rimljani, Militello in Val di Catania se prvi put spominje oko 1000. godine kao posjed markiza Cammarana. 
Zlatno doba proživljava za vladavine kraljevića Francesca Brancifortea u 17. stoljeću. God. 1693. potres je gotovo uništio cijeli grad, a poslije ove katastrofe grad je obnovljen u baroknom planu. Građevine sicilijanskog baroka daju gradu elegantni izgled koji privlači mnogo turista.

## Znamenitosti
Od baroknih građevina najznamenitije su:
- Župna Crkva sv. Nikole (San Nicolò) i Svetog Spasitelja (Santissimo Salvatore) iz 18. stoljeća (slika desno).
- Santa Maria la Vetere ima renesansni portal koji je izradio Antonello Gagini.
- Barokna Santissimi Angeli Custodi iz 18. stoljeća ima dragocjeni keramički pod.
- Ostale znamenite crkve su: Opatija sv. Benedikta (San Benedetto), Gospa od Cateana Madonna della Catena,  Crkva sv. Antuna Padovanskog (Sant'Antonio da Padova) sa zvonikom iz 1719. god. i Santa Maria della Stella.
- Od palača najznamenitiji je dvorac Barresi Branciforte s fontanom nimfi Zizza (17. st.)
- Ostale barokne palače, prepune baroknih ukrasa, osobito na portalima i balkonima, su: Palazzo Baldanza-Denaro, Palazzo Niceforo i Palazzo Baldanza, Majorana della Nicchiara, Palazzo Tineo, Palazzo Reburdone i Palazzo Reina.

## Vanjske poveznice
- Fotografije i informacije  Arhivirana inačica izvorne stranice od 17. lipnja 2011. (Wayback Machine) (tal.)
- Galerija fotografija  Arhivirana inačica izvorne stranice od 4. ožujka 2016. (Wayback Machine) (tal.)

### Ostali projekti
|  | Zajednički poslužitelj ima još gradiva o temi Militello in Val di Catania |